# Claudia Campolongo
Claudia Campolongo (Livorno, 27 aprile 1975) è una musicista, attrice cinematografica e attrice teatrale italiana.

## Carriera
Nata in una famiglia di artisti, fin da bambina canta e suona il pianoforte, strumento nel quale si diploma.
Nel 2001 fonda e dirige l'associazione TodoModo MusicAll, con sede a Livorno, che fino al 2005 manda in scena diversi musical, tra cui Jesus Christ Superstar e Hair.
Nel 2007 è direttrice musicale nello spettacolo teatrale 80 voglia di 80, di cui è protagonista Paolo Ruffini.
Tra il 2010 e il 2014 interpreta due musical di Stefano D'Orazio, Aladin e Cercasi Cenerentola, rispettivamente nei ruoli di Lunatica e della Fata Clementina.
In quegli anni fonda il gruppo musicale femminile delle Voci Sole, che tiene numerosi concerti, esibendosi in un repertorio composto soprattutto da cover degli anni 70.
Tra il 2016 e il 2017 collabora come tastierista al musical Jersey Boys e come attrice a Sister Act, nel ruolo di Suor Maria Lazzara (entrambi nella versione italiana).
Nel 2017 partecipa al programma tv Colorado interpretando Cenerentola nel trio Le Principesse.
Nel 2018 è compositrice, pianista e direttrice artistica in Up&Down, spettacolo con Paolo Ruffini e la compagnia Mayor Von Frinzius.
Nel 2019 interpreta Regan MacNeil, la dodicenne indemoniata de L'esorcista, nella versione italiana dell'omonima  opera teatrale.
Nel settembre del 2020, insieme a Beatrice Baldaccini, già componente delle Voci Sole, e al trombettista Marco Brioschi, tiene il concerto Soli in Trio al Ramada Plaza di Milano, nell' ambito del Ramada Summer Festival.
Nel 2022 partecipa al talent show The Band, come tastierista del gruppo femminile Cherry Bombs (di cui è front girl la Baldaccini) che si classifica al terzo posto nella serata finale. Nel corso di questa serata Claudia è anche selezionata come tastierista della Band Ideale.
Nel 2023 è tra gli interpreti della commedia musicale Il gatto in cantina.
Nel gennaio 2024 interpreta la versione teatrale di Quasi amici, diretta da Alberto Ferrari.

## Vita privata
Nel 2007 sposa l'attore e regista Paolo Ruffini, dal quale si separa nel 2013: la loro collaborazione artistica però continua. 
Dal 2017 Claudia ha una relazione con un assistente dell'ex marito.

## Filmografia

### Attrice
- Maschi contro femmine, regia di Fausto Brizzi (2010) - non accreditata
- Cacao, regia di Luca Rea (2010)
- Una notte agli Studios, regia di Claudio Insegno (2013)
- Fuga di cervelli, regia di Paolo Ruffini (2013)
- Tutto molto bello, regia di Paolo Ruffini (2014)
- Ragazzaccio, regia di Paolo Ruffini (2022)
- Rido perché ti amo, regia di Paolo Ruffini (2023)

### Colonne sonore
- Armonie Nascoste – Federigo Enriques nella cultura d’Europa, regia di Francesco Andreotti, Marco Franciosi e Livia Giunti (2008)[17]
- Fuga di cervelli, regia di Paolo Ruffini, musica composta con Andrea Farri (2013)
- Tutto molto bello, regia di Paolo Ruffini (2014)
- Up & Down - Un film normale, regia di Paolo Ruffini e Francesco Pacini (2018)[17]
- Resilienza, regia di Paolo Ruffini (2018)[17]
- Ragazzaccio, regia di Paolo Ruffini (2021)
- PerdutaMente, regia di Paolo Ruffini e Ivana Di Biase (2021)
- Rido perché ti amo, regia di Paolo Ruffini (2023)

## Teatro
- 80 voglia di 80 (direttrice musicale), regia di Fabrizio Angelini (2007)
- Rent. No day but today, regia di Paolo Ruffini (2010)
- Aladin - Il musical di Stefano D'Orazio, regia di Fabrizio Angelini (2010-2011, poi sostituita da Glaucia Paola Virdone)
- Cercasi Cenerentola - Il musical di Stefano D'Orazio, Compagnia della Rancia, regia di Saverio Marconi (2014-2015)
- Jersey Boys (musical), versione italiana, regia di Claudio Insegno (2016)
- Sister Act (musical), versione italiana, regia di Saverio Marconi (2016-2017)
- Hairspray (musical), versione italiana, regia di Claudio Insegno (2018)
- Kinky Boots (musical), versione italiana, regia di Claudio Insegno (2018)
- Up&Down, regia di Lamberto Giannini (2018)
- La famiglia Addams (musical), versione italiana, regia di Claudio Insegno (2019)
- L'esorcista di John Pielmeier, opera teatrale tratta dal romanzo di William Peter Blatty, versione italiana, regia di Alberto Ferrari (2019-2020)
- Il gatto in cantina, commedia musicale, regia di Sandro Querci (2023)
- Quasi amici, regia di Alberto Ferrari (2024)
- Din Don Down - alla ricerca di (d)IO, con Paolo Ruffini e la compagnia Mayor Von Frinzius, regia di Lamberto Giannini - Claudia al pianoforte (2025)

## Televisione
- Colorado, alcune puntate del 2017
- The Band, su Rai Uno, tastierista del gruppo Cherry Bombs (2022)